# 化物草紙
化物草紙、化物草子（ばけものぞうし）は、日本に伝わる絵巻物。案山子妖絵巻という呼び名も存在する。室町時代後期の制作であると推定され、絵は土佐光茂の手によるものと伝えられているが真偽は不詳である。確認されている伝本にはボストン美術館所蔵の作品などがある。

## 内容
内容は、5つの短編説話で構成されており、それぞれが独立した妖怪の登場する物語や奇談を、絵と詞書きとによって描いている。
- アリとダニが子供の姿に化け、人家の庭で相撲をする話
- 杓子が人間の手に化け、栗の料理を欲しがる話
- 壊れた銚子が人間の姿に化け、出没する話
- 提子（ひさげ）に入っていた水におぼれていたハエを助けたところ、近くで眠っていた者がおぼれ死にそうなところを助けられたという夢をみていた話
- かかしが男性に化け、女性のもとに通って来た話

妖怪が登場している話は4話あるが、鬼のような凶暴性のあるものではなく、不思議さ・諧謔味のある話が占めている。「いと不思議なりけり」など、不思議という言葉が本文に何度も用いられている点に特徴がある。

### 異なる内容の例
早稲田大学に所蔵される絵巻物に、守純による嘉永元年（1848年）の『化物草紙』と題された摸本があり、こちらも似た構成をとっているが、上記の説話とは異なる筆致・内容の説話が描かれており、異本であると見られている。大阪市立美術館所蔵の絵巻物も1話目の詞書を欠く点も同じ構成である。
- （本文が欠けており内容は不明）
- 空き屋敷に住んだところ、さまざまな妖怪が出る話
- 平維茂が女の亡霊に遇う話
- 閻魔大王が火災などの難儀に遭う話

## 参考資料
- 『新修日本絵巻物全集』別巻2 在外篇 天神縁起絵巻・八幡縁起・天稚彦草紙・鼠草紙・化物草子・うたたね草紙 角川書店 1981年
- 真保亨 『妖怪絵巻』 毎日新聞社 1978年
- 『早稲田大学蔵資料影印叢書』国書篇 第19巻　室町物語集2 「化物草子」 早稲田大学出版部 1991年